# 42 Librae
Désignations
42 Librae (en abrégé 42 Lib) est une étoile géante de la constellation zodiacale de la Balance. Elle est visible à l'œil nu et sa magnitude apparente est de 4,97. L'étoile présente une parallaxe annuelle de 8,21 ± 0,17 mas telle que mesurée par le satellite Gaia, ce qui permet d'en déduire qu'elle est distante de 121,83 ± 2,59 pc (∼397 al) de la Terre. Elle se rapproche du Système solaire à une vitesse radiale héliocentrique de −22 km/s.
42 Librae est une étoile géante rouge de type spectral K3-III CN2, d'une température de surface de 4 332 K. Le suffixe « CN2 » indique qu'il s'agit d'une étoile à CN forte, c'est-à-dire qu'elle montre une surabondance marquée en cyanogène dans son spectre. Le rayon de l'étoile est 26 fois plus grand que le rayon solaire et elle est 214 fois plus lumineuse que le Soleil. Elle possède une abondance en fer proche de celle du Soleil, ce qui suggère une métallicité de type solaire.